# Déu del cel

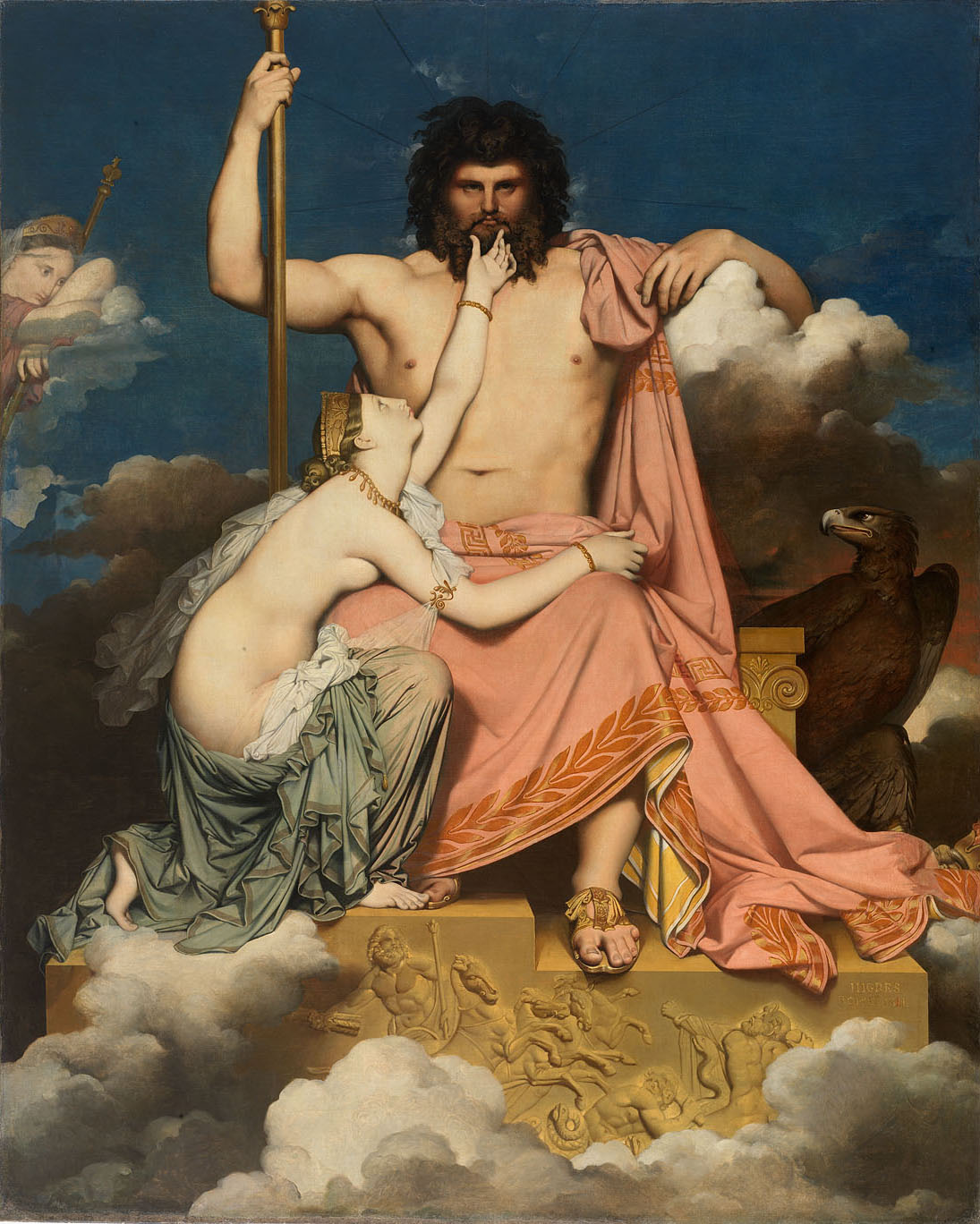
Júpiter, el déu pare de la mitologia romana

El déu del cel és una divinitat freqüent en moltes mitologies que encarna una manifestació del cel, en oposició a la terra. Aquest déu sol ser dels més poderosos del panteó i s'oposa a la deessa mare que simbolitza la fertilitat terrestre, una parella divina associada als mites de creació de diverses cultures indoeuropees i orientals.
El déu del cel pot assumir els atributs del déu del tro, el déu del sol o ser una entitat separada d'aquestes, segons el tipus de divinitats presents a cada mitologia. Si existeixen aquests altres déus, el déu del cel és vist com quelcom més abstracte, menys antropomòrfic. El déu creador de les religions monoteistes és gran part hereu d'aquest déu del cel abstracte.

## Alguns déus del cel
- Dyaus Pita, de l'hinduisme
- Rangi, de la mitologia australiana
- Zeus en el panteó grec, equiparable al Júpiter romà
- Shu, déu del cel i del vent
- Shango, de la mitologia ioruba
- Teshub, déu del cel i les tempestes per als hurrites
- Anu, de Mesopotàmia (dividit en dos, sent An la deessa celestial)
- Taranis, celta
- Jumala, dels finesos[3]
- Úranos, per als grecs
- Caelus, del panteó romà
- Izanagi, de la mitologia japonesa
- Viracocha, per als inques
- Nut entre els egipcis